# Po drugiej stronie lustra (album Buki)
Po drugiej stronie lustra – minialbum Buki nagrany i wydany w 2010 roku w formie bezpłatnego digital download. W 2013 roku album został wydany oficjalnie, trafiając na rynek w zremiksowanej wersji jako dodatkowa płyta dołączana do albumu Wspaniały widok na nic interesującego.

## Wydanie
Nie doszło do oficjalnego wydania oryginalnej wersji albumu, ponieważ byłoby to niezgodne z prawem, dlatego że jest ona oparta na podkładach pobranych z Internetu, których bezpłatna licencja nie pozwala na wykorzystywanie ich w celach komercyjnych.

## Lista utworów
Wersja oryginalna:
1. Pęka lustro (intro) – 1:41
2. Proszę – 2:48
3. Przebiśniegi (gościnnie: Skor) – 2:54
4. Danse macabre (gościnnie: Rahim) – 3:21
5. Oni mówią samotność – 3:04
6. Szkło – 2:47
7. Już nie (gościnnie: Skor) – 2:36
8. List do S. – 4:11
9. Ups! (gościnnie: Mati) (utwór dodatkowy) – 3:37

Wersja zremiksowana:
1. Pęka lustro (intro) (Kris remix) – 1:31
2. Proszę (Kris remix) – 2:39
3. Przebiśniegi (gościnnie: Skor) (Kris remix) – 2:34
4. Danse macabre (gościnnie: Rahim) (Kris remix) – 3:07
5. Oni mówią samotność (DonDe remix) – 2:09
6. Szkło (DonDe remix) – 2:49
7. Już nie (gościnnie: Skor) (Kris remix) – 2:26
8. List do S. (Kris remix) – 4:15